# Antonia Giannotti
Antonia Giannotti, também conhecida como Antonia Tanini Pulci (Florença, c. 1452  – 1501) foi uma poetisa e dramaturga italiana.
É autora de algumas representações sagradas impressas diversas vezes até ao século XVI.

## Obras
- Rappresentazione di santa Domitilla (em italiano). Florença: Antonio Miscomini. 1495
- Rappresentazione di san Francesco (em italiano). Florença: Bartolomeo de' Libri. 1495
- Rappresentazione di santa Guglielma (em italiano). Florença: Bartolomeo de' Libri. 1495